# Distretto di Kungurat
Il distretto di Kungurat è uno dei 14 distretti della Repubblica autonoma del Karakalpakstan, in Uzbekistan. Il capoluogo è Kungurat (usbeco Qo'ng'irot).